# Żarczyce Małe
Żarczyce Małe – wieś w Polsce położona w województwie świętokrzyskim, w powiecie jędrzejowskim, w gminie Małogoszcz.
| SIMC    | Nazwa             | Rodzaj     |
| ------- | ----------------- | ---------- |
| 0249722 | Dziadówki         | część wsi  |
| 0249739 | Leśniak           | przysiółek |
| 0249745 | Okupniki Drugie   | część wsi  |
| 0249751 | Okupniki Pierwsze | część wsi  |

W latach 1975–1998 miejscowość administracyjnie należała do województwa kieleckiego.